# Luca Borgonovo
Luca Borgonovo (29 de julio de 2004) es un deportista italiano que compite en remo. Ganó una medalla de oro en el Campeonato Mundial de Remo de 2023, en la prueba de cuatro scull ligero.

## Palmarés internacional
| Campeonato Mundial | Campeonato Mundial | Campeonato Mundial | Campeonato Mundial  |
| Año                | Lugar              | Medalla            | Prueba              |
| ------------------ | ------------------ | ------------------ | ------------------- |
| 2023               | Belgrado (Serbia)  | Medalla de oro     | Cuatro scull ligero |